# Bois des Moutiers

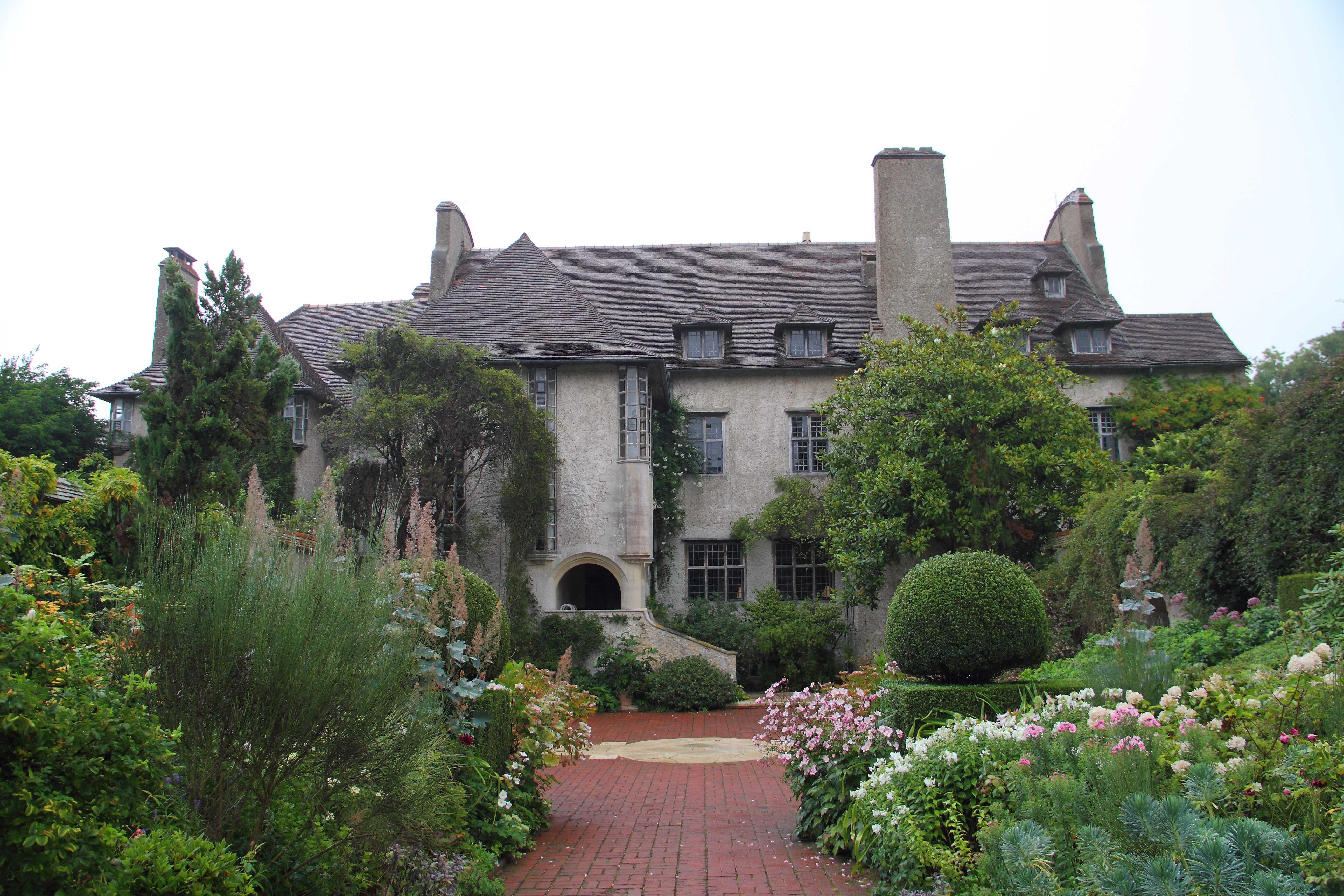
Das Herrenhaus vom Park gesehen

Der Bois des Moutiers ist der Name eines Herrenhauses mit weitläufigem Garten in Varengeville-sur-Mer, Normandie, an der französischen Atlantikküste. Haus und Garten wurden um 1900 von Architekt Edwin Lutyens und Gartengestalterin Gertrude Jekyll geschaffen und sind berühmt für ihre Bestände an Rhododendron, Azaleen und Magnolie. Der Bois des Moutiers steht seit 1975 als Monument historique unter Denkmalschutz und ist öffentlich zugänglich.

## Geschichte

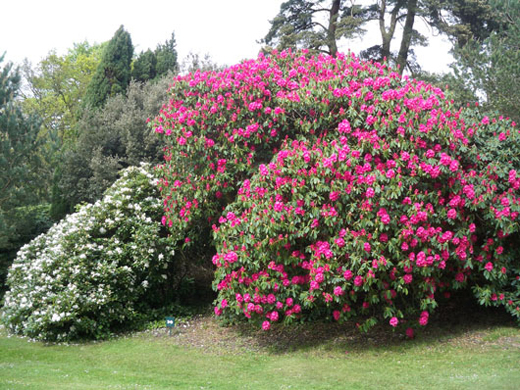
Rhododendren im Bois des Moutiers

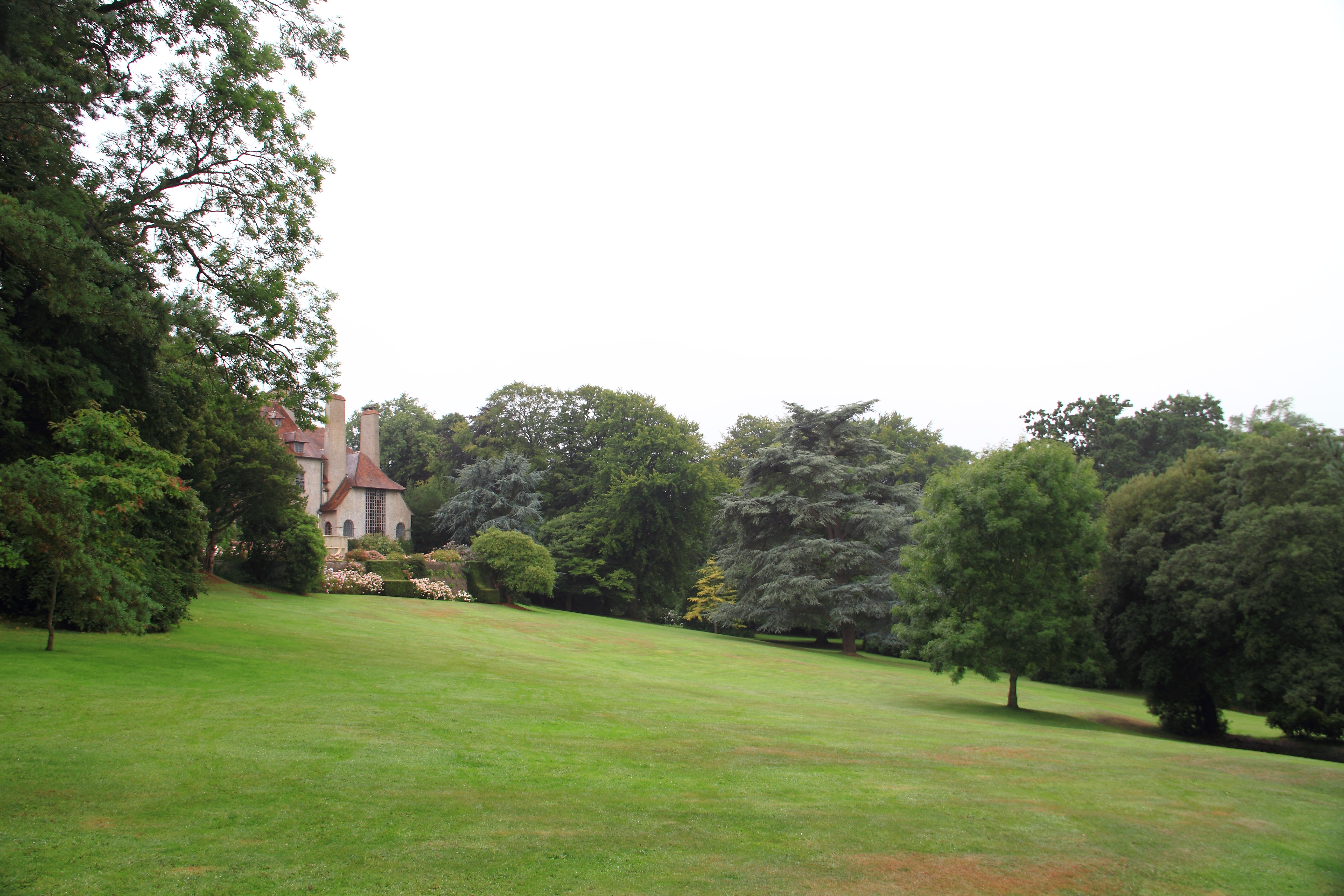
Herrenhaus inmitten des weitläufigen Englischen Gartens

Das Grundstück wurde 1897 von dem aus einer alten protestantischen Bankiersfamilie stammenden Guillaume Mallet (1860–1946) erworben und in fast 40-jähriger Arbeit umgestaltet. 1898 beauftragte er den jungen Edwin Lutyens mit dem Umbau und der Vergrößerung des aus der Mitte des 19. Jahrhunderts stammenden Hauses und die bereits berühmte Gertrude Jekyll mit der Gartengestaltung. Der Arts-and-Crafts-Stil mit seiner Betonung von Einfachheit und Materialechtheit prägte den Umbau.
Der Park besteht aus sieben Teilgärten (chambres vertes – „grünen Zimmern“). Guillaume Mallet und seine Gattin Marie-Adélaïde Grunelius waren Anhänger der Theosophie und legten deshalb besonderen Wert auf eine harmonische Gestaltung von innen und außen.
Das Ehepaar Mallet verstarb 1946. Haus und Garten hatten während der deutschen Besatzung schwere Schäden erlitten, die von den Erben nach Möglichkeit beseitigt wurden. 1970 wurde das Haus der Öffentlichkeit zugänglich gemacht und seither von über 2 Millionen Menschen besucht. 1999 gab es 52.000 zahlende Besucher, 2010 allerdings nur mehr 25.000. Diese Tendenz abnehmender Besucherzahlen und dadurch bedingte Defizite des laufenden Unterhalts sowie die Zersplitterung des Besitzes unter derzeit 11 Erben haben aber Medienberichte über einen geplanten Verkauf von Les Moutiers stimuliert. Der Wert des Grundstücks wird von offizieller Seite mit etwa 5,8 Millionen Euro angesetzt.